# Nerezi
Nerezi – miejscowość w Macedonii Północnej, w gminie Struga. Znajduje się tam Cerkiew św. Pantelejmona ufundowana w 1164 przez Aleksego Komnenosa, zbudowana na planie krzyża, z pięcioma kopułami, z częściowo zachowanymi freskami - wybitny przykład malarstwa bizantyjskiego okresu Komnenów.